# Pantokratoras
Pantokratoras (greacă Παντοκράτωρας) este un oraș în Grecia în Prefectura Zakynthos.